# 北人印刷
北人印刷機械股份有限公司，簡稱北人印刷機械股份（英語：Beiren Printing Machinery Holdings Limited；港交所前代碼為0187.HK；上交所前代碼為600860.SS），前身是1968年成立的「北京人民印刷機械廠」。1993年7月16日，由北人集團公司（北京京城機電控股有限責任公司旗下）設立股份制公司，但已成為北京京城機電控股有限責任公司主要股東。
股份分別在香港和上海上市，上市日期分別為1993年8月6日（以H股名義）及1994年5月6日上市。
總部位於北京经济技术开发区荣昌东街6号（邮编：100176）。主要業務為开发、设计、生产、销售、服务等各種類型印刷機械產品。

## 事件
但在2007年公布中期業績時，純利由2006年10,231萬元人民幣跌至2007年8,639萬元人民幣，故此股價徘徊2港元至3港元之間，和在上海證券交易所（股份代號：600860.SS）股價有更大折讓。
2012年7月5日夏天，北人印刷公佈資產重組大計，以11.89億元（人民幣．下同）總代價出售印刷業務予母公司，母公司同時注入氣瓶、低溫運輸設備及氣體壓縮機械業務，涉資8.94億元，預期因此錄得2.95億元現金代價。
2012年11月6日，股东京城控股及京城控股的子公司北人集团订立资产重组协议。据此，北人印刷将向北人集团出售公司所有资产及负债，出售价为11.85亿元（人民币）。为支付代价，京城控股将向北人印刷转让天海工业的71.56%股权、京城香港及京城压缩机的100%权益，以及向其支付现金614.6万元｡
2014年1月14日，「北人印刷机械股份有限公司」，便變更現時為北京京城機電股份有限公司。

## 旗下企業
- 北京北人富士印刷机械有限公司
- 陕西北人印刷机械有限责任公司
- 北京莫尼自控系统有限公司
- 北京北人京延印刷机械厂
- 北京北瀛铸造有限责任公司
- 北京三菱重工北人印刷机械有限公司

## 外部連結
- BeirenGF.com